# José Luis Madrid
José Luis Madrid (Madrid, 11 aprile 1933 – 19 luglio 1999) è stato un regista e sceneggiatore spagnolo.

## Biografia
È stato membro dei consigli di amministrazione della produzione di American Films, SL, Andorra Films, SA, Cinefilms, SL, Theatrical Production Ufesa, SA, Servifilms, SL, Kfilms, SA, José Luis Madrid, PC, Film Cooperative Collects e Tilman Films, in posizioni che vanno da proprietario a presidente, e anche proprietario dei teatri di Madrid Picasso e Lumière, nonché degli studi di Apolo Films a Villalba (Madrid), produttore cinematografico per conto dello zio, il regista Antonio del Amo, ai cui ordini inizia a muovere i primi passi nella professione. Laureato in giurisprudenza si dedica al cinema realizzando oltre venti film di diversi generi, dal thriller, ai drammi tipici del periodo post-franchista ai film dell'orrore. Esordì come regista nel 1960 con “Adieu, Ninon” realizzando poi alcuni western come Tomb for Desperado (1965), La spietata colt del gringo (1966) e Una bara per Ringo (1966). diresse poi in Germania, non accreditato, due dozzine di lungometraggi per il produttore Artur Brauner. Negli anni 70 si dedicò a produzioni britanniche a basso budget.

## Filmografia

### Regia
- Una bara per Ringo (1966)
- La spietata colt del gringo (1966)
- Tomba per uno straniero (1967)
- O.K. Yevtushenko (1968)
- Le manie di mr. Winninger omicida sessuale (1970)
- 7 cadaveri per Scotland Yard (1972)
- Los crímenes de Petiot (1973)
- La hiena (1973)
- Siete chacales (1974)
- El último tango en Madrid (1975)
- Strip-tease a la inglesa (1975)
- Lucecita (1977)
- Comando Txikia: Muerte de un presidente (1977)
- Inverno a Marbella (1983) Sceneggiatura
- Memorie del generale Escobar (1984)

### Soggetto
- Tomba per uno straniero (1967)
- 7 cadaveri per Scotland Yard (1972)

### Sceneggiatura
- Una bara per Ringo (1966)
- Tomba per uno straniero (1967)
- 7 cadaveri per Scotland Yard (1972)
- Inverno a Marbella (1983)
- Memorie del generale Escobar (1984)